# Erich Ludendorff
Erich Friedrich Wilhelm Ludendorff (9. dubna 1865, Kruszewnia – 20. prosince 1937, Tutzing, Bavorsko) byl pruský a německý generál a politik. Byl s Paulem von Hindenburgem hlavním strůjcem německé taktiky během první světové války.

## Život
Pocházel staré pomořanské šlechtické rodiny Ludendorffů. Byl synem důstojníka Wilhelma Ludendorffa (1833–1905) a jeho manželky Clary (1841–1914) , rozené von Tempelhoff. 
Ludendorff byl již před první světovou válkou jedním z nejschopnějších generálů. Od roku 1895 byl důstojníkem generálního štábu, 1908–1912 šéf oddělení.
Za první světové války byl velitelem generálního štábu 8. armády ve Východním Prusku. V roce 1914 se spolu s Paulem von Hindenburgem proslavil vítězstvím nad ruskými vojsky v bitvě u Tannenbergu. Od roku 1916 začal prosazovat takzvanou totální válku.
Od roku 1916 stál spolu s maršálem von Hindenburgem v čele německé armády. Podporoval anexionistické plány (zejména na východě) a plány na přesídlení Slovanů. V únoru 1917 inicioval obnovení neomezené ponorkové války a taktéž měl velký podíl na pádu říšského kancléře Theobalda von Bethmann-Hollwega a jeho nahrazení exponentem vojenského velení von Hertlingem.
Po neúspěchu jarní ofenzívy v roce 1918 ve Francii a zhroucení balkánské fronty požádal 29. září 1918 vládu, aby začala jednání o příměří, a doporučil parlamentarizaci Německa. Po oznámení tvrdých podmínek příměří usiloval o obnovení bojů, proto byl 26. října ze svého postu sesazen a posléze odcestoval do Švédska.
Po návratu do Německa byl politicky aktivní ve skupinách krajní nacionalistické pravice. V roce 1920 podpořil Kappův puč, posléze nějaký čas i Adolfa Hitlera, který ho – částečně proti jeho vůli – zapojil do takzvaného mnichovského pivního puče. Po převzetí vlády Hitlerem měl být postaven do čela německé armády. Počátkem roku 1924 byl postaven spolu s dalšími pučisty před soud, byl však osvobozen. V letech 1924–1928 byl poslancem říšského sněmu za různé pravicové strany. Roku 1925 kandidoval proti svému dřívějšímu spolubojovníkovi generálu Paulovi von Hindenburg na post říšského prezidenta, ale ani tady politicky neuspěl.
Později hlásal vlivem své druhé manželky Mathildy, rozené Spießové, protikřesťanské a protižidovské názory a sám sebe viděl jako bojovníka za kulturu. Ke konci života už prakticky neměl žádný politický vliv. Byl spoluzakladatelem Tannenberského spolku a Spolku pro poznání Boha, esoterické společnosti existující dodnes. Po jmenování Hitlera říšským kancléřem počátkem ledna 1933, napsal prezidentovi Hindenburgovi:
| „ | Jmenováním Hitlera za kancléře vydali naši svatou německou vlast jednomu z největších demagogů všech dob. Slavnostně Vám prorokuji, že tento neblahý muž uvrhne naši říši do propasti a náš národ do nepředstavitelné bídy. | “ |
| — | |   |

Zemřel 20. prosince 1937 v Mnichově na rakovinu jater. Je pohřben na hřbitově v Tutzingu. 

## Dílo
- Moje válečné vzpomínky (1919)
- Světová válka hrozí (1930, česky B. Kočí, Praha 1931)
- Totální válka (1935)
- Moje životní vzpomínky (1919–1937 – tři svazky)
- Eliminace zednářstva odhalením jeho tajemství (Mnichov 1933, Viöl 1998, přeložil Jaroslav Voříšek 2003)